# Guadeloupespecht
De guadeloupespecht (Melanerpes herminieri) is een vogel uit de familie Picidae. Deze vogel is genoemd naar de op Guadeloupe werkzame Franse arts en zoöloog Ferdinand Joseph L'Herminier (1802-1866).

## Verspreiding en leefgebied
De soort komt endemisch voor op de twee hoofdeilanden van Guadeloupe – Basse-Terre en Grande-Terre – in de Caribische Zee. De guadeloupespecht leeft in de nevelwouden en tropische regenwouden van het beschermde natuurreservaat Nationaal Park Guadeloupe.

## Status
De grootte van de populatie is in 2010 geschat op 16.000 volwassen vogels. Op de Rode lijst van de IUCN heeft deze soort de status niet bedreigd.